# Jasper County, South Carolina
Jasper County är ett administrativt område i delstaten South Carolina, USA. År 2010 hade countyt 24 777 invånare. Den administrativa huvudorten (county seat) är Ridgeland.

## Geografi
Enligt United States Census Bureau har countyt en total area på 1 813 km². 1 699 km² av den arean är land och 114 km² är vatten.

### Angränsande countyn
- Hampton County, South Carolina - nord
- Beaufort County, South Carolina - öst
- Chatham County, Georgia - syd
- Effingham County, Georgia - väst